# I tre amanti
I tre amanti (Los tres amantes) es un intermezzo in musica en dos partes con música de Domenico Cimarosa y libreto en italiano de Giuseppe Petrosellini. Se estrenó en el Teatro Valle de Roma, Italia en el carnaval de 1777. Posteriormente se repuso como el drama jocoso Le gare degl'amanti en el Teatro Maccarani de Niza durante la primavera del año 1783.